# Megapyge rufa
Megapyge rufa is een spinnensoort in de taxonomische indeling van de krabspinnen (Thomisidae).
Het dier behoort tot het geslacht Megapyge. De wetenschappelijke naam van de soort werd voor het eerst geldig gepubliceerd in 1947 door Lodovico di Caporiacco.